# Racines (Italia)

Localización de Racines en la Provincia de Bolzano.

Racines (en alemán Ratschings) es un municipio italiano de 4.012 habitantes perteneciente a la Provincia Autónoma de Bolzano. Se extiende por el valle de Racines y el valle Ridanna, recorrido por el río homónimo. Es el mayor municipio del Wipptal en términos de área.

## Etimología
El topónimo apareca como Rasine en 1050-1070 y probablemente tiene un origen anterior. También se ha propuesto que derive del latín runcare ("roturar el terreno"). Hasta 1923 se llamó Racìgnes.

## Historia
El lugar ya estaba poblado antes de los romanos, como atestiguan varios hallazgos arqueológicos. Es probable que la colonización de los valles hubiera ocurrido a partir del siglo VI, por los bávaros. En el siglo XII ya existían pruebas documentales de los nombres de la población. Telves (Telfes) es el asentamiento más antiguo (siglo IX). Ya en la Edad Media, la explotación minera en la montaña Schneeberg desempeñaba un papel importante en el valle del Ridanna.

## Galería

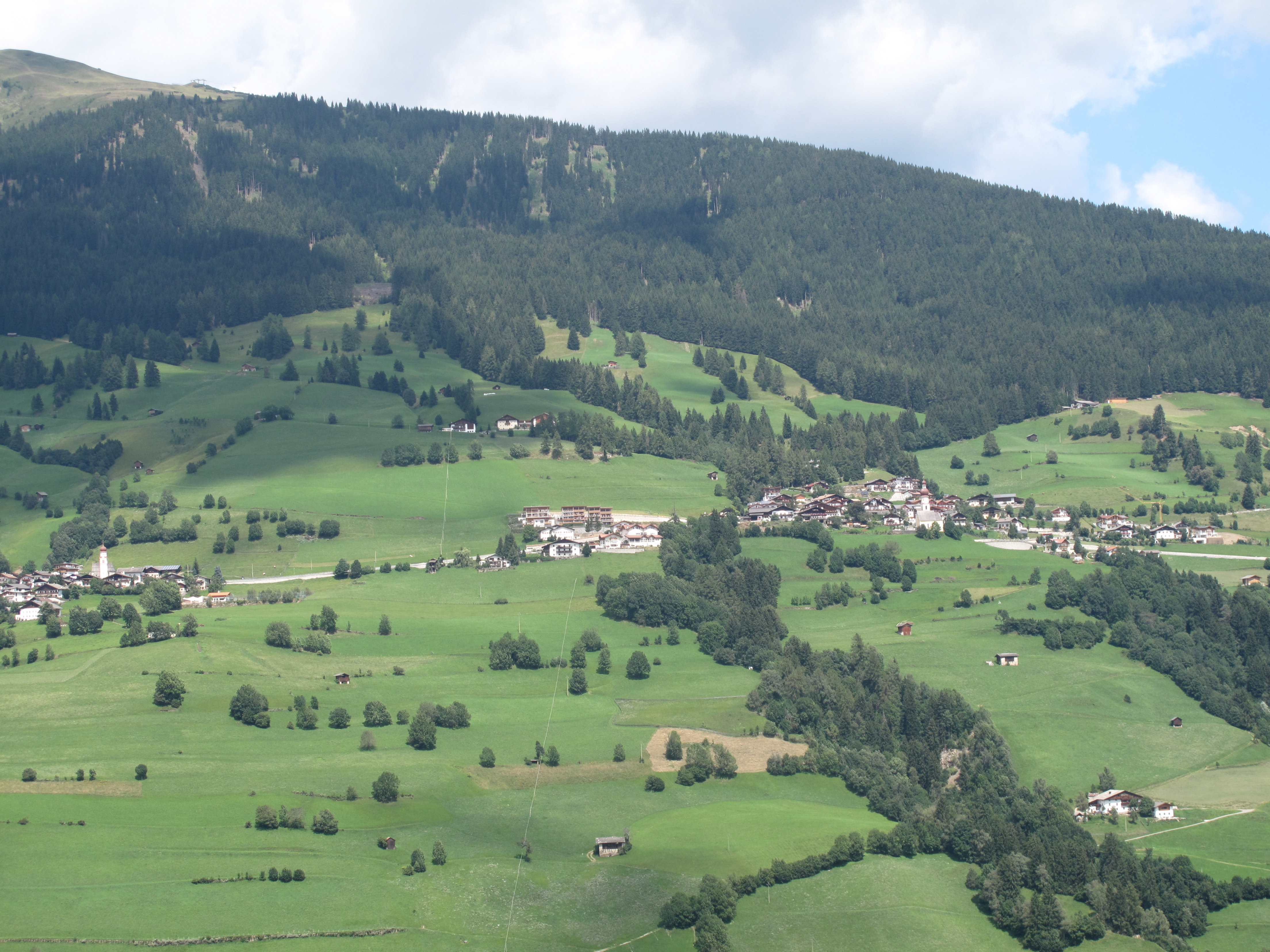
Racines, el panorama desde entre Casateia y Calice
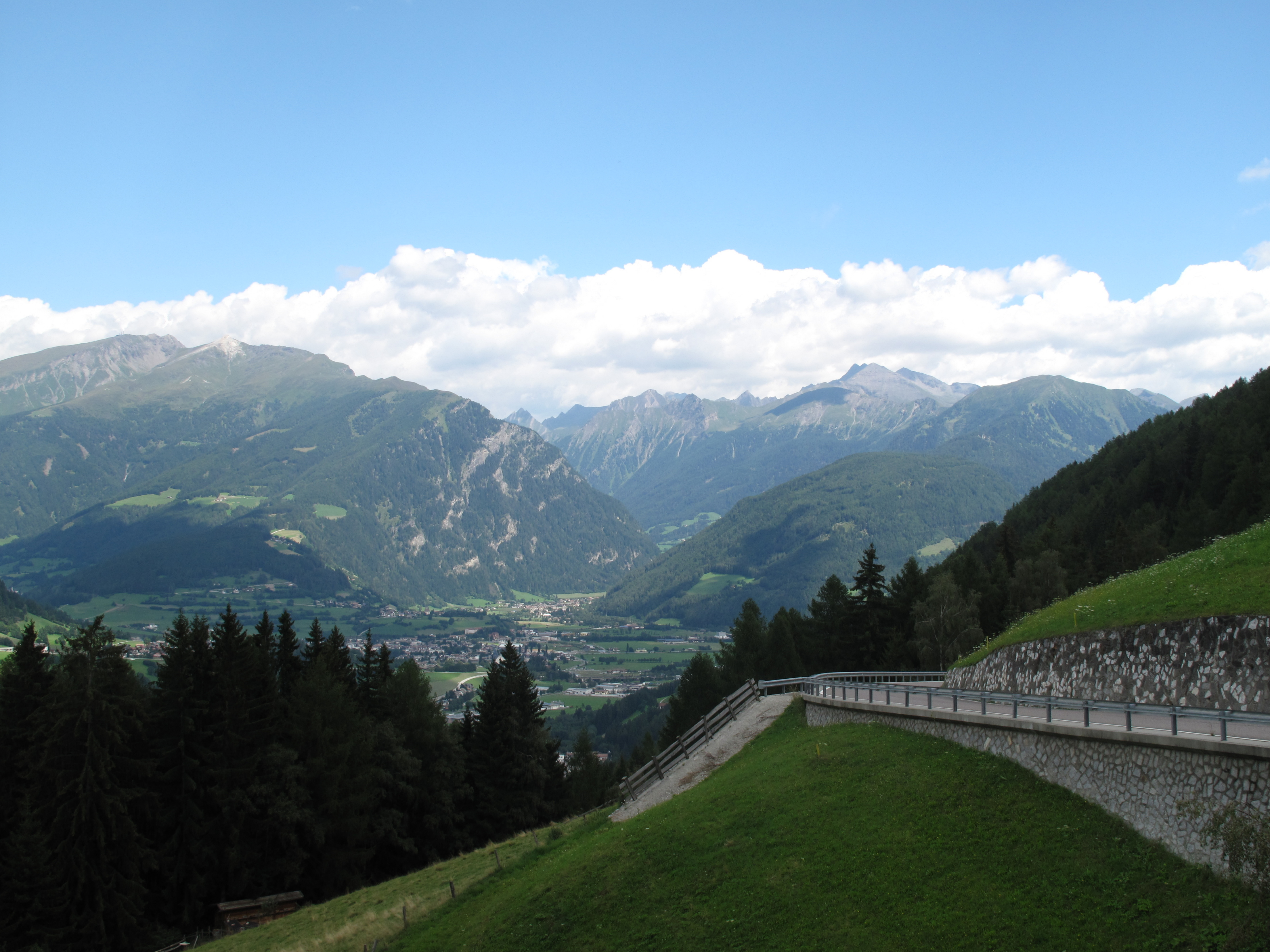
Racines, el panorama desde entre Calice y Casateia
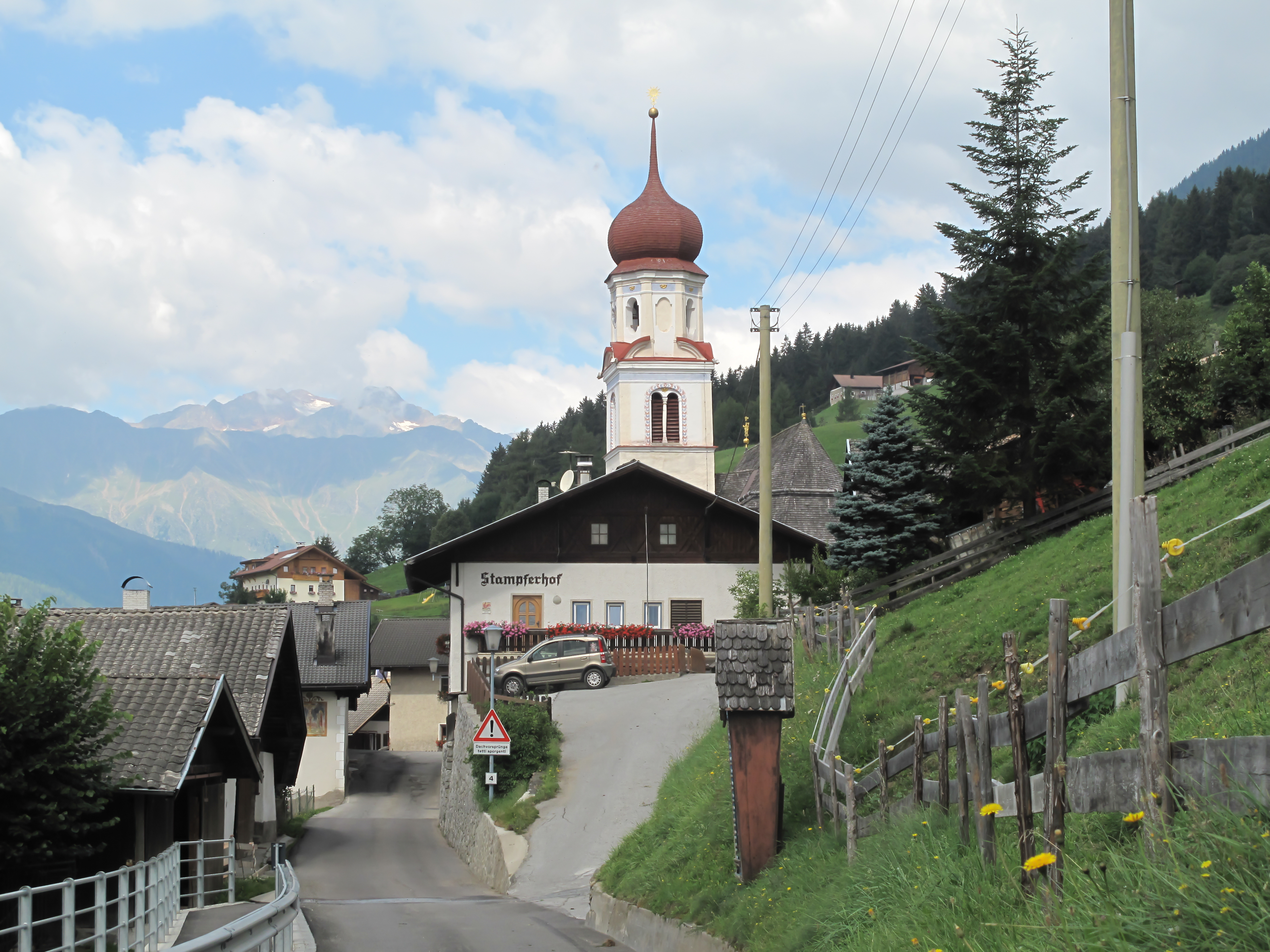
Telves, la iglesia: Pfarrkirche Sankt Nikolaus
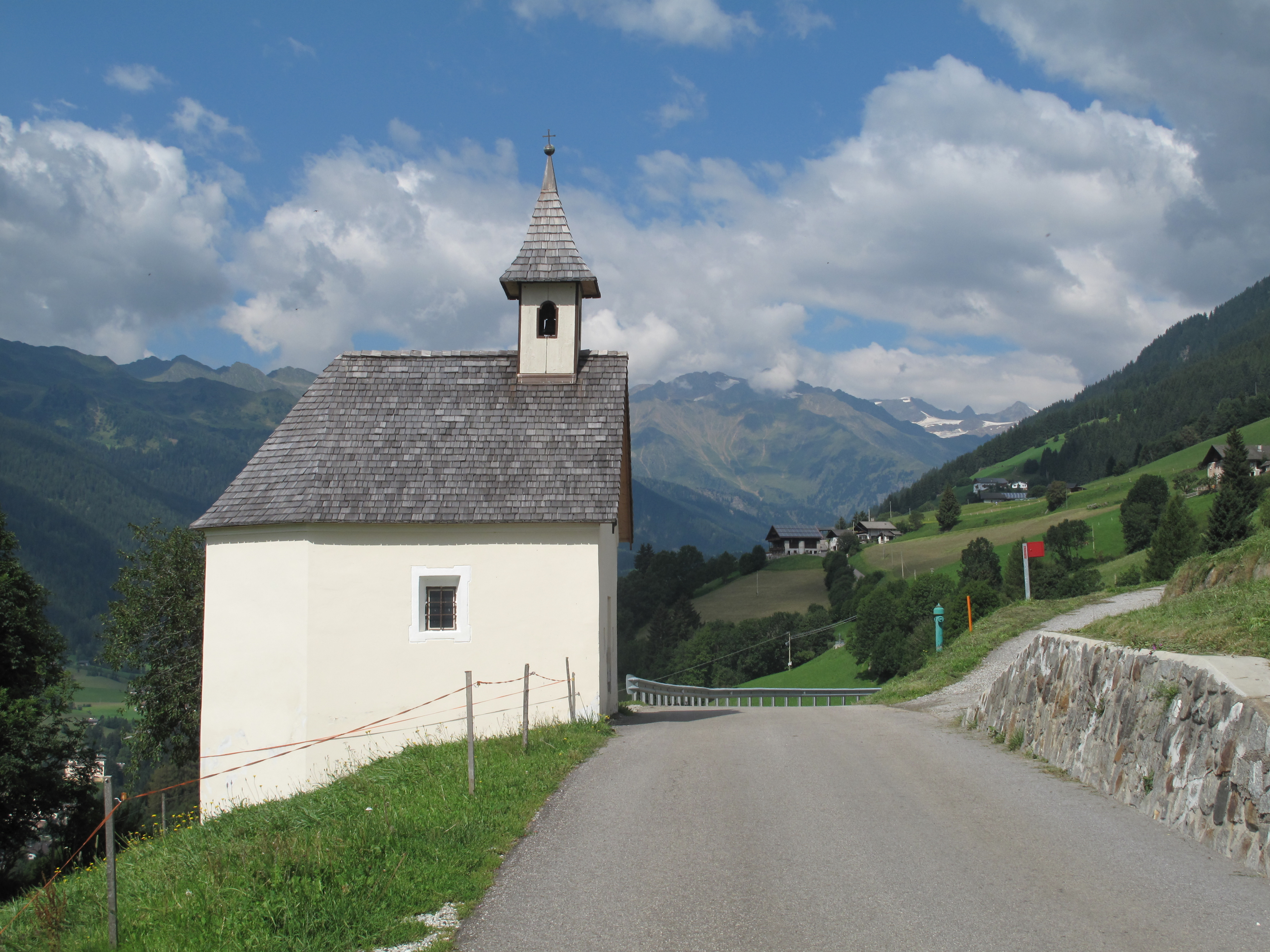
entre Telves y Mareta, la capilla
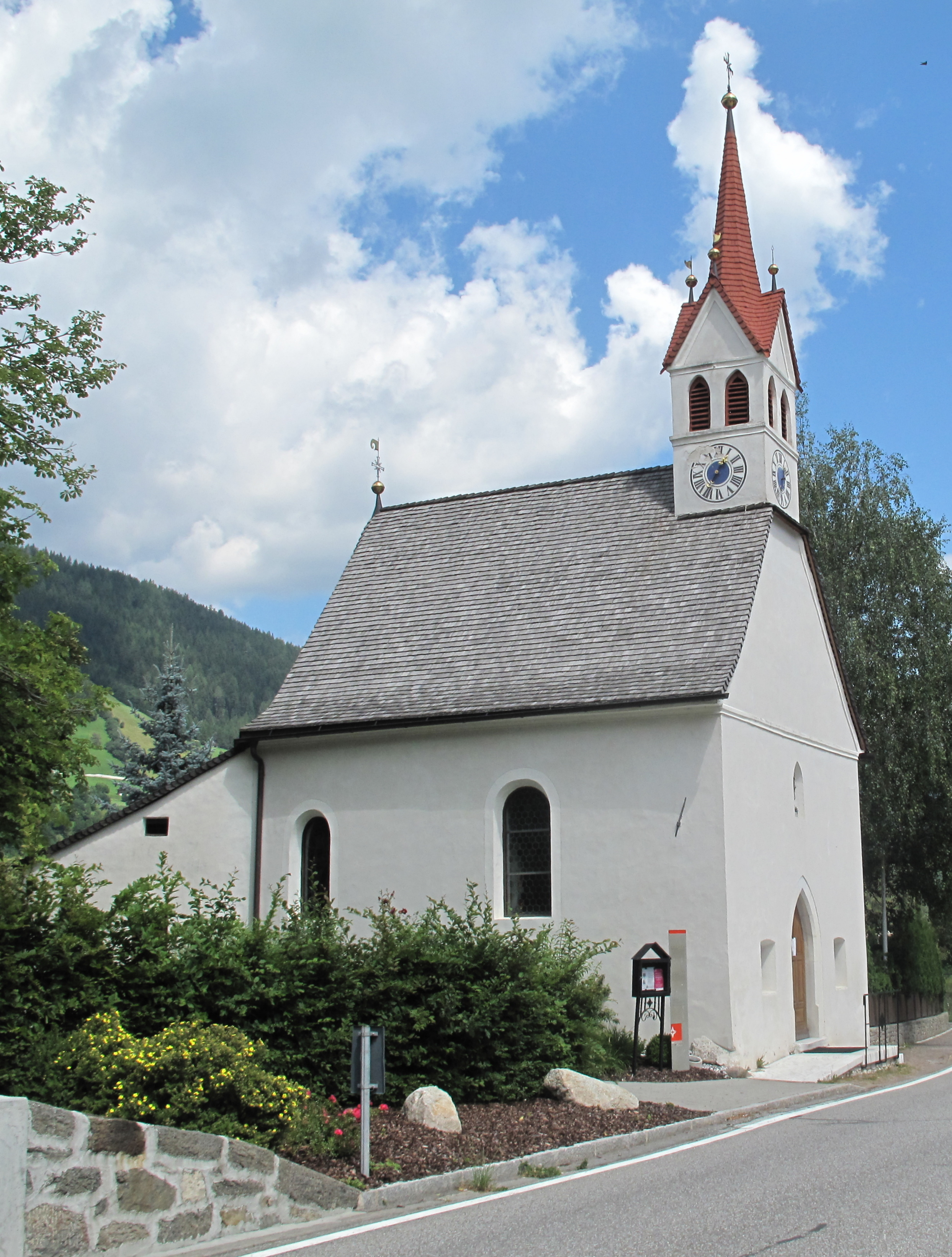
Casateia, la capilla
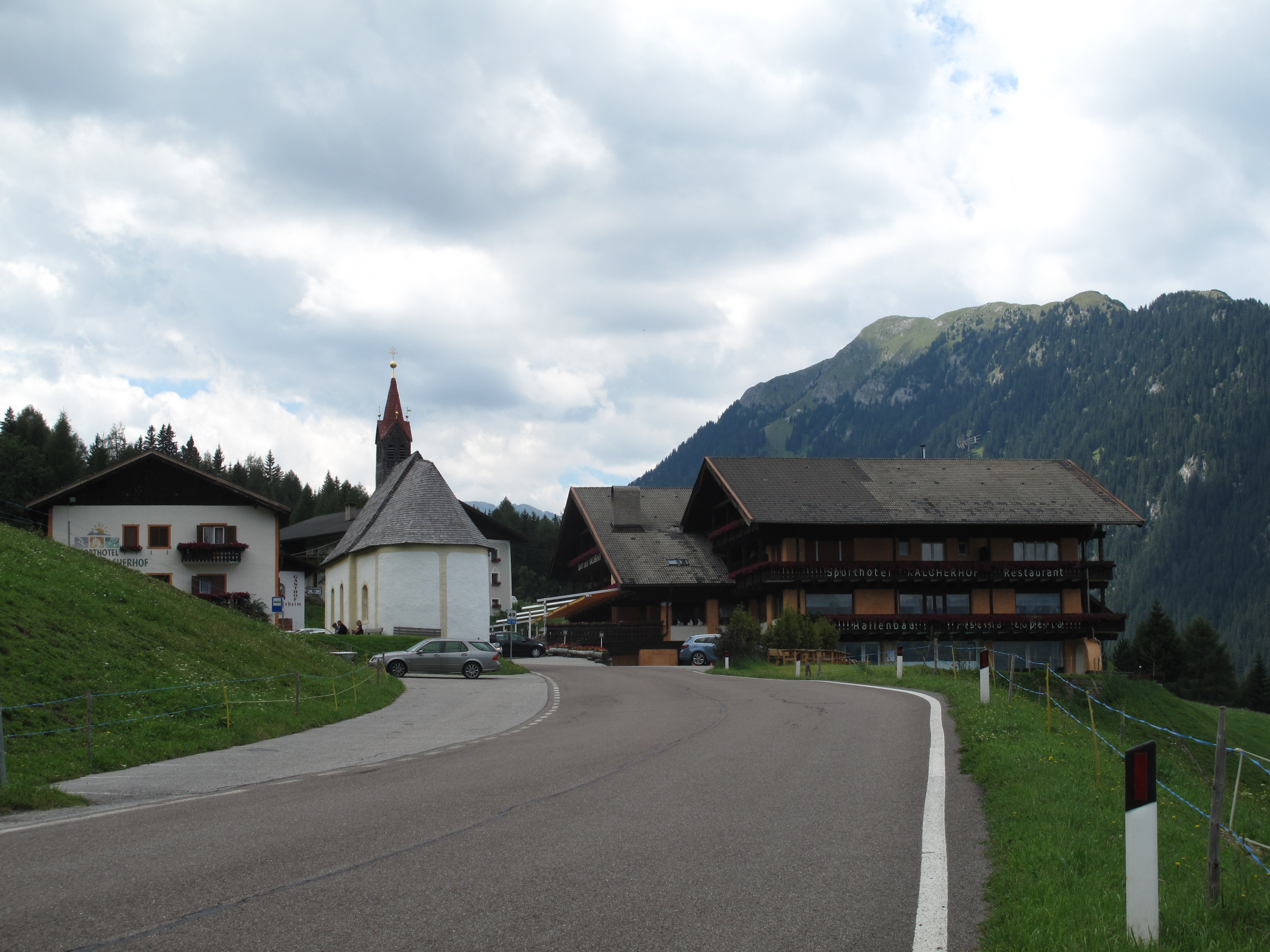
Calice, vista del pueblo
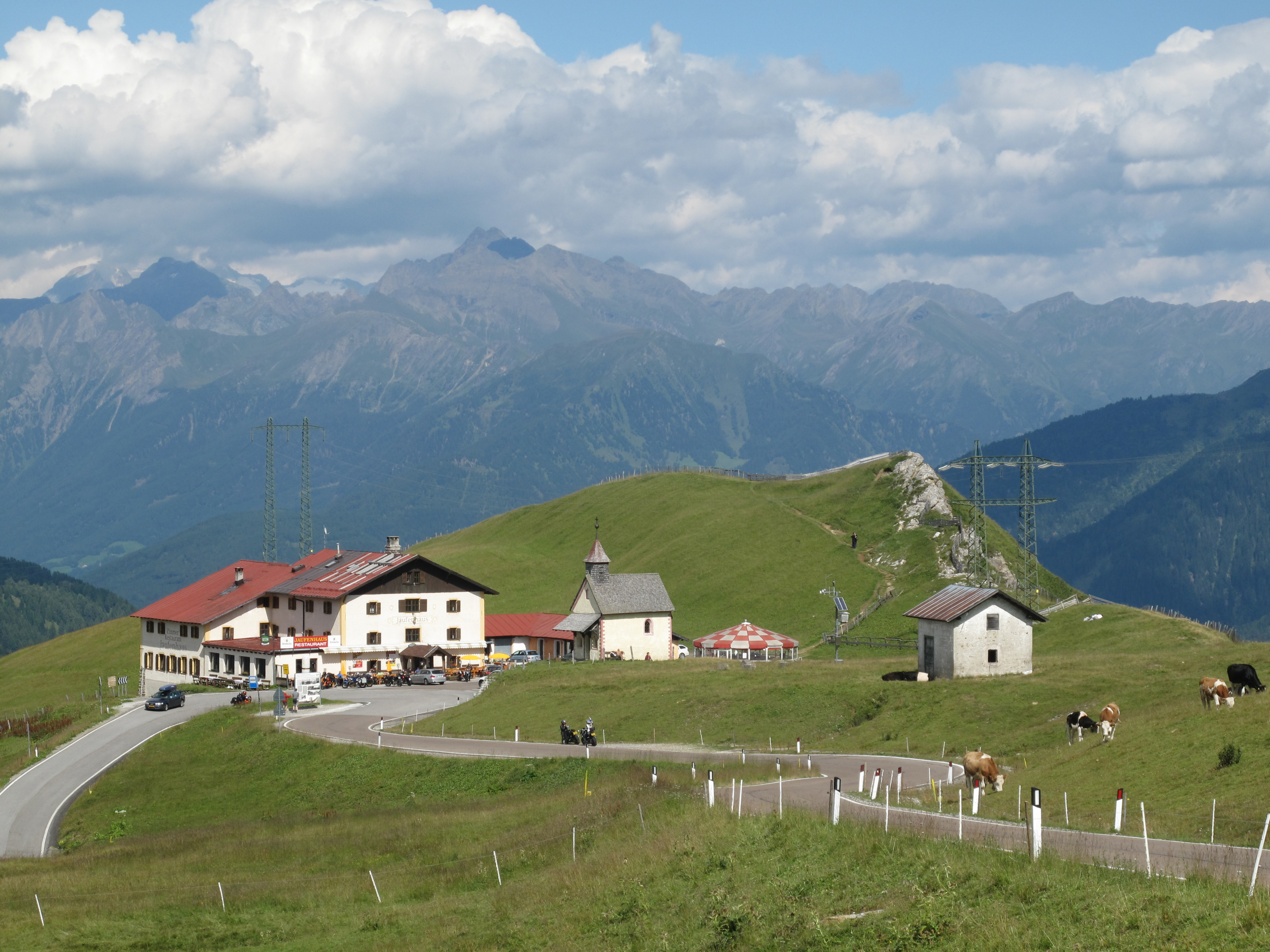
Passo di Monte Giovo, el panorama
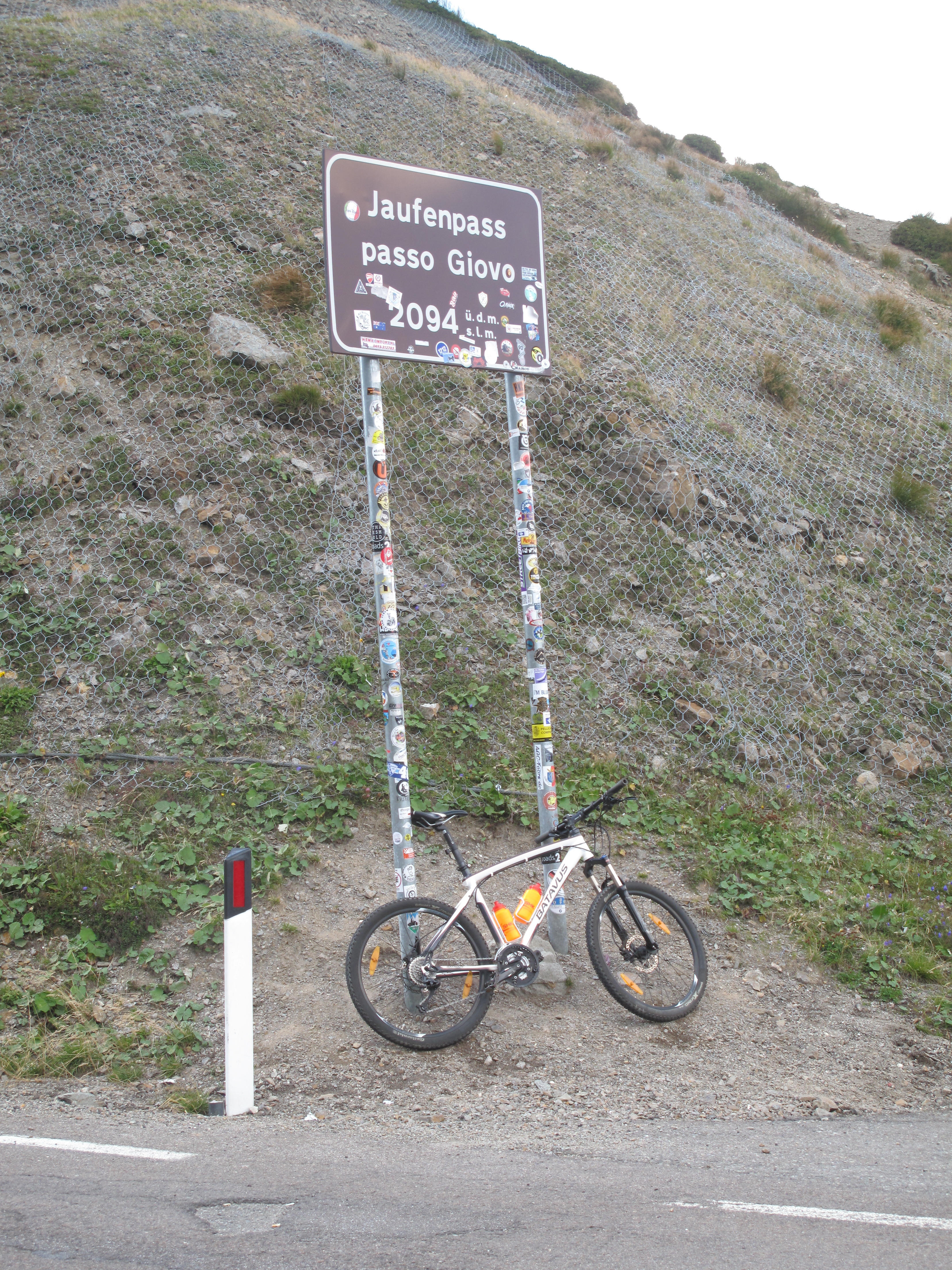
Passo di Monte Giovo, la señal del paso

En el año 1929, los municipios de Racines, Ridanna (Ridnaun), Mareta (Mareit), Valgiovo (Jaufental) y Telves (Telfes) se unieron por orden gubernamental para formar el "gran municipio de Racines".

## Composición lingüística
La población es casi en su totalidad de habla alemana: 
| Composición lingüística (censo de 2001) | 98,44% idioma alemán  |
| Composición lingüística (censo de 2001) | 1,53% idioma italiano |
| Composición lingüística (censo de 2001) | 0,03% idioma ladino   |

## Economía
El turismo desempeña un papel importante en la región. La asociación de turismo cuenta al año cerca de 350.000 pernoctaciones. Los huéspedes vienen en verano y en invierno. Hay muchos senderos, una gran estación de esquí y un centro de biatlón en el núcleo de Ridnaun. Apenas están activas 400 empresas agropecuarias, ganaderas y lecheras en su mayor parte. Además, hay 60 pequeños talleres de artesanía así como aproximadamente 130 restaurantes, pensiones y hoteles.

## Evolución demográfica
| Gráfica de evolución demográfica de Racines entre 1921 y 2001                |
|                                                                              |
| Fuente: Istituto Nazionale di Statistica - Elaboración gráfica por Wikipedia |